# کنترل موجودی
کنترل موجودی از روش‌های مورد استفاده جهت اطمینان از حفظ سطح موجودی کالا می‌باشد. هدف از کنترل موجودی، بررسی و نگهداشت سطحی از موجودی است، که هزینه‌های سیستم را کمینه می‌کند.
کنترل موجودی جریانی است که ضمانت می‌کند اقلام موجود سازمان با در نظر گرفتن عوامل زمان، مکان، تعداد، کیفیت و هزینه، برای بخش‌های مدیریت عملیات تولید، توزیع، فروش، مهندسی در دسترس باشد. آنچه در کنترل موجودی از اهمیت ویژه برخوردار است، میزان سفارش و زمان سفارش می‌باشد.
موجودی کالا، شامل مواد خام و محصولاتی می‌باشد که در انبار نگهداری می‌شود. مدیریت عملیات حوزه‌ای از مدیریت در ارتباط با طراحی و مدیریت محصولات، فرایندها، خدمات و زنجیره تأمین است. هدف آن دستیابی، توسعه و استفاده از منابع و مواد اولیه، به منظور دستیابی به کالاها یا خدمات موردنیاز مشتریان یک کسب‌وکار است.
مدیریت عملیات شامل سطوح راهبردی، تاکتیکی و عملیاتی است. سطح استراتژیک شامل تحلیل سامانه‌ها، تعیین اندازه و موقعیت کارخانجات، تصمیم‌گیری ساختار خدمات یا شبکه‌های ارتباط از راه‌دور و طراحی زنجیره تأمین می‌شود.
مسائل تاکتیکی شامل تعیین ساختار و آنالیز بهره‌وری کارخانه، روش‌های مدیریت پروژه، انتخاب تجهیزات و جایگزینی است. مسائل عملیاتی عبارتند از: برنامه‌ریزی و کنترل تولید، مدیریت موجودی، کنترل کیفیت و بازرسی، حمل‌ونقل مواد و سیاست‌های تعمیر و نگهداری تجهیزات.

## هزینه نگهداری
هزینه نگهداری شامل هزینه تأمین فضا برای انبار، نیروی انسانی، بیمه، تجهیزات حمل و نقل، بهره بانکی، فساد و خرابی اقلام انبار شده‌است.

## هزینه سفارش دهی
منظور از سفارش کالا، خرید یا تأمین کالای مورد نیاز سازمان می‌باشد و هزینه‌های سفارش شامل هزینه‌های دفتری، اداری، حمل سفارش، پردازش اطلاعات، تحویل محصول سفارش شده و حقوق پرسنل خرید است.